# Vittoncourt
Vittoncourt település Franciaországban, Moselle megyében. Lakosainak száma 389 fő (2022. január 1.). Vittoncourt Adaincourt, Chanville, Hémilly, Herny, Rémilly és Voimhaut községekkel határos.

## Népesség
A település népessége az elmúlt években az alábbi módon változott:
| Lakosok száma | 387  | 384  | 381  | 375  | 378  | 382  | 385  | 386  | 389  |
|               | 2013 | 2015 | 2016 | 2017 | 2018 | 2019 | 2020 | 2021 | 2022 |